# Hamataliwa crocata
Hamataliwa crocata là một loài nhện trong họ Oxyopidae.
Loài này thuộc chi Hamataliwa. Hamataliwa crocata được George Stewardson Brady miêu tả năm 1970.